# Giovanni Ernesto di Hanau-Münzenberg-Schwarzenfels
Giovanni Ernesto di Hanau-Münzenberg-Schwarzenfels (Schwarzenfels, 13 giugno 1613 – Hanau, 12 gennaio 1642) fu conte di Hanau-Münzenberg-Schwarzenfels e di Hanau-Münzenberg.

## Biografia

### I primi anni
Giovanni Ernesto era figlio del conte Alberto di Hanau-Münzenberg-Schwarzenfels e di sua moglie, Ermengarda di Isenburg.
La sua prima formazione la ebbe come altri membri della sua famiglia del tempo nella scuola istituita dal conte Filippo Luigi II di Hanau-Münzenberg nell'ex monastero di Schlüchtern (oggi Ginnasio Ulrich von Hutten) e studiando successivamente a Basilea. Il suo Grand Tour lo portò in Francia da dove tornò nel 1631 a causa dello scoppio della Guerra dei Trent'anni per unirsi alla famiglia nella fuga dapprima a Worms e poi a Strasburgo, lottando tra mille difficoltà finanziarie. A Streasburgo morì suo padre e con sua madre egli si trasferì successivamente a Francoforte sul Meno.

### La reggenza e la successione al trono
A differenza del padre, egli ebbe sempre ottimi rapporti con la linea di Hanau-Münzenberg, aiutando Sibilla Cristina di Anhalt-Dessau a reggere la contea dal 1638 in vece del figlio Filippo Luigi III dopo la morte del marito Filippo Maurizio.
Dopo la morte di Filippo Luigi III, deceduto di rosolia alla sola età di nove anni il 21 novembre 1641, si estinse ufficialmente la linea principale della casa di Hanau-Münzenberg e come tale egli era l'unico rappresentante della casata parallela più vicina. Giovanni Enrico si era da poco fidanzato tra l'altro con Susanna Margherita di Anhalt-Dessau, in seguito moglie del conte Giovanni Filippo di Hanau-Lichtenberg e sorella di Sibilla Cristina di Anhalt-Dessau.

### La morte
Giovanni Ernesto morì il 12 gennaio 1642 dopo solo sette settimane di regno e molti furono i medici illustri che tentarono di salvarlo da morte certa come Peter de Spina anche se il metodo all'epoca utilizzato del salasso non faceva che peggiorare le sue condizioni cliniche.
Il 26 febbraio 1642 Giovanni Ernesto venne sepolto nella tomba di famiglia nella chiesa di Santa Maria di Hanau che, essendo già al completo, dovette essere ampliata.
A lui succedette il cugino Federico Casimiro, conte di Hanau-Lichtenberg, il quale era ancora minorenne ma ad ogni modo riunì tutti i domini della casata proclamandosi conte di Hanau.